# Conus kuroharai
Conus kuroharai é uma espécie de gastrópode do gênero Conus, pertencente à família Conidae.